# Schlacht von Umm Diwaykarat
 Aba – Dschebel Gedir I – Sennar I – Dschebel Gedir II – al-Ubayyid I – al-Ubayyid II – Sennar II – Sinkat – El Teb I – Scheikan – El Teb II – El Teb III – Tamanieh – Khartum – Abu Klea – Gallabat – Toski – Firket – Atbara – Omdurman – Umm Diwaykarat
In der Schlacht von Umm Diwaykarat in Sudan besiegte am 24. November 1899 eine britisch-ägyptische Armee die Anhänger des 1885 verstorbenen Mahdi Muhammad Ahmad unter dessen Nachfolger Abdallahi ibn Muhammad. Die Schlacht führte zur endgültigen Zerschlagung des Mahdi-Aufstandes.

## Vorgeschichte
Seit seiner Ernennung 1892 zum Sirdar der ägyptischen Armee hatte Horatio Herbert Kitchener an der Vorbereitung der ägyptischen Armee zur Rückeroberung Sudans gearbeitet. 1898 wurde schließlich ein britisch-ägyptisches Expeditionskorps unter seiner Führung in Marsch gesetzt, das die Mahdisten am 2. September 1898 in der Schlacht von Omdurman besiegte. Im Anschluss wurden Omdurman und das vom Mahdi zerstörte Khartum besetzt, welches dann von Kitchener wiederaufgebaut wurde. Nach der Schlacht von Omdurman flohen die Mahdisten nach Süden. Hier kontrollierten sie bis 1899 das Gebiet von Darfur bis zur Grenze nach Äthiopien.

## Die Schlacht
Im Oktober 1899 entsandte Kitchener 8.000 Soldaten unter Oberst Francis Reginald Wingate, um den Kalifen Abdallahi ibn Muhammad, den Nachfolger des Mahdi, endgültig zu vernichten. Die Armee des Kalifen war 10.000 Mann stark.
Um 5 Uhr morgens begannen die Mahdisten den Angriff. Sie wurden aber vom Feuer der Maxim-Maschinengewehre zurückgeschlagen. Auf Seiten der Mahdisten wurden etwa 1.000 Männer verwundet oder getötet. Die Mehrheit von ihnen wurde gefangen genommen, einschließlich des Sohnes des Kalifen. Der Kalif selbst wurde getötet. Der einzige Anführer der Mahdisten, der entkommen konnte, war Osman Digna. Er wurde erst 1900 gefangen genommen, kam bis 1908 in ägyptische Gefangenschaft und starb 1926.

## Ergebnis
Die Schlacht stellt das Ende des Mahdi-Aufstandes im Sudan dar, wenn die Mahdisten auch einige wenige Gebiete um Darfur bis ins 20. Jahrhundert halten konnten. Das zurückeroberte Land wurde nicht an Ägypten zurückgegeben, sondern 1899 als anglo-ägyptisches Kondominium konstituiert mit Kitchener als erstem Generalgouverneur. Der Anglo-Ägyptische Sudan existierte bis 1956.